# Бердиев, Иосиф Константинович
Иосиф Константинович Бердиев (26 ноября 1924, Полторацк — 27 февраля 1992, Киев) — советский гимнаст, олимпийский чемпион 1952 года в командном многоборье, многократный чемпион СССР.

## Биография
Участник ВОВ, с 1941 года в Красной Армии.
В 1953 году окончил высшую школу тренеров при Военном институте физической культуры и спорта по специальности «тренер», в то время занимался гимнастикой под руководством Владимира Ивановича Силина. Выступал за СКА (Ленинград).
С 1960 по 1985 год был первым председателем спортивного клуба КИСИ.

## Достижения
- Заслуженный мастер спорта СССР, 1955 г.
- Чемпион Олимпийских игр 1952 г. в командном первенстве. В личном многоборье занял 10-е место.
- Чемпион СССР 1948—1953 гг., 1955 г. — в опорном прыжке.